# Полонський професійний аграрний ліцей
Полонський професійний аграрний ліцей — професійно-технічний навчальний заклад у місті Полонне Хмельницької області, Україна.
Знаходиться в Полонському парку, на південній околиці міста, на правому березі річки Хомори. Навчально-адміністративний корпус Аграрного ліцею розміщується в будівлі, яку на території парку збудував у другій половині XIX ст. землевласник Ф. Карвіцький.

## Історія
У 1924 році починає свою роботу Полонський сільськогосподарський технікум, який готував агрономів, зоотехніків, бухгалтерів (директор — Ільченко).
В 1935 році було репресовано частину викладачів, технікум розформували. На його базі в цьому ж 1935 році була відкрита перша в області школа механізації — обласна школа комбайнерів, яка пропрацювала до 1941 року.
Під час німецької окупації у роки Другої світової війни школа не працювала.
В 1945 році школа механізації перейменована в училище механізації. До 1970 року будується новий навчальний корпус, створюється ферма, виділяється 127 га землі. Училище стає Полонським професійно-технічним училищем № 35 (директор — П. П. Добровольський).
За директора В. І. Жухевича вже у наш час училище стає професійно-аграрним ліцеєм.